# Michael Okuda
Michael Okuda est un décorateur scénique très connu grâce à Star Trek.

## Biographie
C'est lui qui a conçu les écrans informatiques sur le pont de l'USS Enterprise (NCC-1701-A) dans le film Star Trek 4 : Retour sur Terre.
Cela l'a conduit en 1987 à avoir plus de responsabilités artistiques dans Star Trek : La Nouvelle Génération.
Il ajouta de nombreux détails décoratifs dont le plus célèbre est le LCARS utilisé depuis, sur l'USS Enterprise (NCC-1701-D) et tous les autres vaisseaux de Starfleet.
En hommage à son créateur, les trekkies ont baptisé "okudagrammes" les graphiques du LCARS.
Okuda a servi de conseiller technique avec Rick Sternbach dans divers épisodes de la série "Star Trek : La nouvelle génération", expliquant aux scénaristes la technologie utilisée dans tout l'univers de Star Trek, tel que les transporteurs et le déplacement en distorsion. Ce travail l'a conduit à rédiger un manuel technique qui a été distribué comme une bible aux écrivains de la série car il tenait à une certaine cohérence dans l'univers de Star Trek. Son manuel, revu et amélioré, fut plus tard édité par Pocket Books sous le titre Star Trek: The Next Generation Technical Manual. Michael et son épouse, Denise, ont alors continué à écrire un certain nombre de livres sur Star Trek. C'est ainsi qu'on lui doit d'être à l'origine des catalogues et de la première encyclopédie dont s'inspirent les autres.
Okuda a poursuivi ses activités à la Paramount Pictures, sur les séries et les films qui ont suivi Star Trek : La Nouvelle Génération, jusqu'à l'annulation de Star Trek : Enterprise en 2005. Actuellement il remastérise les séries originales et en améliore les effets spéciaux.
Sa connaissance du monde de Star Trek en a fait le commentateur tout désigné, avec son épouse, pour le "Coffret Star Trek : 10 Films édition spéciale - 40 ans (DVD non musical)" et pour "Star Trek : L'Intégrale des 10 Films ( Edition Collector)".
Okuda est actuellement consultant pour "Perpetual Entertainment" dans le but créer un jeu MMORPG.
Okuda a également dessiné le logo pour le nouveau programme de la NASA avec le nouveau programme vaisseau spatial Orion conçu pour retourner sur la Lune. Le logo a été révélé le 26 août 2006.